# La Distinction
Critique sociale du jugement
Pour les articles homonymes, voir La Distinction (homonymie).
La Distinction (sous-titré Critique sociale du jugement) est un ouvrage publié en 1979 par Pierre Bourdieu qui élabore dans une perspective sociologique une théorie des goûts et des styles de vie. En 1998, l'Association internationale de sociologie a désigné La Distinction comme l'un des dix livres de sociologie les plus importants du XXe siècle.

## Présentation

Le capital culturel et le capital économique selon Pierre Bourdieu.

Bourdieu classe les agents sociaux à l'intérieur d'un espace social des positions relatives. Cet espace est construit à partir d'une analyse statistique multidimensionnelle selon deux axes. Le premier représente le volume global de capital qu'un agent possède, tous capitaux confondus (capital social, capital culturel, capital économique). Il croît de bas en haut. Le second axe représente le rapport entre le capital culturel et le capital économique des agents. 
L'espace social est défini dans cet ouvrage comme un champ de forces dans la mesure où les propriétés retenues pour le définir sont des propriétés agissantes.
Dans cet ouvrage, Bourdieu définit également ce qu'il appelle la lutte pour la distinction et qui transforme des différences très faibles en différences radicales puisque hiérarchisées. 
Dans un champ social spécifique, les agents sont constamment pris entre deux intentions contradictoires. Pour être reconnu dans un champ, il faut s'y distinguer, mais s'y distinguer conduit aussi à en être écarté. Les agents doivent donc s'ajuster à la juste mesure entre la distinction et la conformité. Avoir du style, c'est suivre la mode tout en s'en détachant par quelques touches personnelles. 
Le rapport à l'alimentation qu'entretiennent les classes supérieures et les classes populaires diffèrent en plusieurs points, que ce soit dans les aliments consommés que dans les manières de les consommer. Cependant, nous pouvons constater qu'ils diffèrent non seulement selon le capital économique mais également culturel. En effet, les groupes ayant un faible capital culturel se rejoignent dans l'abondance de nourritures. Là, la "bouffe" est opposée à la "grande bouffe". La quantité et la richesse de la nourriture s'accroissent parallèlement au capital culturel. A contrario, les groupes qui ont un fort capital économique mais également un fort capital culturel vont se distinguer par de la nourriture plus fine, rare et raffinée. La qualité contre la quantité, les mets originaux et exotiques sont préférés aux mets authentiques et familiaux.
En effet, là où la classe ouvrière préférera les soupes, plats en sauces (...) les marmites posées au centre de la tablée, où chacun se sert avec la même louche, (évoquant le partage d'une même substance, une incorporation à la cellule familiale par la nourriture), peut se resservir plusieurs fois (surtout les hommes, les femmes auront tendance à se priver) ; la classe supérieure préférera les portions individuelles de viandes ou poissons ou légumes grillées. En cellule familiale restreinte ou avec des invités, le rapport à la nourriture change selon la classe sociale, chez les premiers l'accent est mis sur la force apportée par cette nourriture, la substance même ingurgitée est incorporée et donne force au corps. Pour les classes supérieures, l'accent est mis sur la forme. Les portions individuelles sont préférées, la nourriture saine remplace la nourriture nourrissante, la vision du corps est hygiéniste. L'abondance et la grosseur sont considérées comme vulgaires. Le repas est mis en scène, rythmé, l'habitus d'ordre et de convenance se déploie également dans cette cérémonie sociale. La nécessité de se nourrir est mise à distance et par là, la nature elle-même est censurée. Le culturel devient plus important, les bruits, la précipitation sont proscrits au profit de la retenue, le repas se transformant en art-de-vivre, se détache de l'utilité au profit de la futilité, du corps au profit de l'intellect.
La vision de la femme est également importante pour comprendre ces distinctions. En effet, moins cantonnée au domestique dans les classes dominantes, la femme change de statut, elle perd son statut de mère nourricière qui prend le temps de faire des plats nécessitant plusieurs heures de travail pour acquérir celui de femme active, la valeur de son temps étant maintenant capitalisé : il compte plus et devient donc plus précieux.
D'après l'historien et libertaire américain Larry Portis, Bourdieu y a développé les idées défendues par Edmond Goblot cinquante ans plus tôt « en exploitant des techniques statistiques, des documents photographiques, des interviews et des diagrammes ».

## Critiques de l'ouvrage
Malgré son caractère fondamental, des critiques émergent, et la publication de nouvelles études vient nuancer le propos défendu par Bourdieu dans l'ouvrage. D'abord, des critiques méthodologiques et épistémologiques quant à la réalisation de son étude statistique, mais aussi et surtout vis-à-vis du misérabilisme dont aurait fait preuve Bourdieu. Il lui est reproché [réf. nécessaire] de voir les classes populaires uniquement par le manque, et de ne pas leur reconnaître d'autonomie culturelle. D'autre part, de nouvelles conceptions quant aux conditions de socialisation, (notamment à travers la jeunesse) ont aussi mené à critiquer le caractère homogène et stable de l'habitus de classe décrit par Bourdieu.